# Lustración en Ucrania

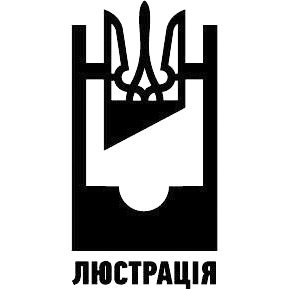
Logotipo del Comité de Lustración de Ucrania.

La lustración en Ucrania (en ucraniano: Люстрація, romanizado: Liustratsia) se refiere a la depuración de los funcionarios públicos que habían ocupado cargos públicos durante el mandato del presidente ucraniano Víktor Yanukóvich y su inhabilitación durante un periodo de entre cinco y diez años. Esta medida se inició bajo la presidencia de Petró Poroshenko, después de que Yanukóvich fuera depuesto durante la Revolución de Ucrania de 2014. Una propuesta del presidente Volodímir Zelenski podría[actualizar] extender la lustración a los cargos públicos durante la presidencia de Poroshenko.
El concepto de lustración también alude a purgas similares en Ucrania, al igual que en otros países del bloque del este, tras la disolución de la Unión Soviética. Estas purgas afectaron a funcionarios públicos que habían estado activos en el Partido Comunista de la Unión Soviética antes de 1991.

## Visión general
La campaña de lustración pretendía destituir de los cargos públicos «durante diez años y otros durante cinco años» a los funcionarios que habían trabajado con el presidente Víktor Yanukóvich durante más de un año entre el 25 de febrero de 2010 y el 22 de febrero de 2014 y no habían dimitido por su propia voluntad, así como a los funcionarios «que fueron elegidos y ejercieron altos cargos en el Partido Comunista de la Unión Soviética, fueron trabajadores permanentes o agentes secretos para la KGB soviética, el Directorio Principal de Inteligencia del Ministerio de Defensa soviético, se graduaron de centros de educación superior de la KGB soviética (exceptuando especializaciones técnicas), trabajaron con los servicios secretos de países extranjeros como informantes secretos o realizaron actos dirigidos a sabotear los cimientos de la seguridad nacional, la defensa o la integridad territorial de Ucrania por sus acciones o por falta de ellas, hicieron llamamientos públicos a la violación de la integridad territorial y soberanía de Ucrania o avivaron la disputa étnica».
Los cargos electos, como el presidente de Ucrania, los diputados de la Rada Suprema no son sujetos a controles de lustración, como tampoco lo son los jueces en activo de la Corte Suprema de Ucrania y de la Corte Constitucional de Ucrania.

## Historia

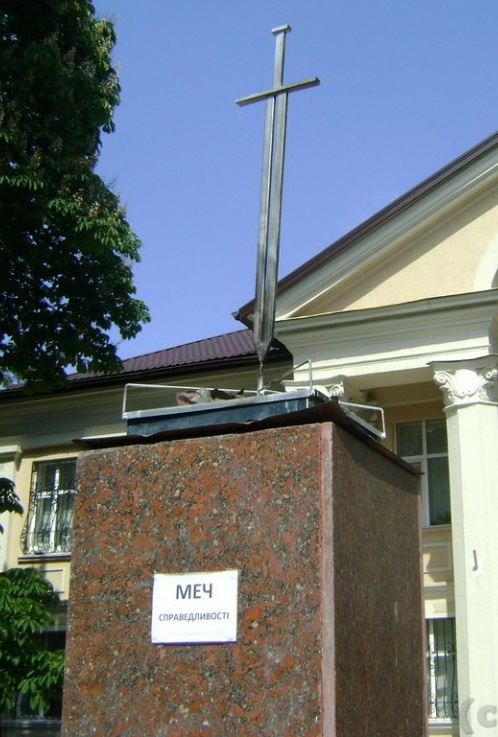
El monumento «Espada de la Justicia» en Brovary fue un símbolo de la lustración y de la lucha contra la corrupción en una ciudad.

La lustración fue una de las reivindicaciones de los manifestantes del Euromaidán, una serie de protestas que empezó en noviembre de 2013 y culminó el 22 de febrero de 2014 con la destitución del presidente ucraniano Víktor Yanukóvich. El 26 de febrero de 2014, Yehor Sóboliev fue designado para dirigir el Comité de Lustración en el nuevo gobierno de Yatseniuk. El 14 de agosto de 2014, la Rada Suprema aprobó con el apoyo de 252 diputados de un total de 450 un proyecto de ley en materia de lustración que introducía «procedimientos para realizar controles a funcionarios del gobierno y a personas nominadas para ocupar cargos de gobierno con el propósito de decidir si reúnen determinados criterios para ocupar un cargo relevante». El 16 de septiembre de 2014, la Rada Suprema aprobó en tercera lectura la ley de lustración, que entró en vigor el 16 de octubre. Según Yuri Derevianko, jefe del grupo de trabajo que finalizó la redacción de la ley, el documento aprobado difería del proyecto de ley examinado por el Parlamento en primera lectura.
La primera ola de lustraciones, llevada a cabo en octubre de 2014, supuso la destitución de 39 altos cargos. Para mediados de septiembre de 2015, 700 funcionarios públicos habían sido depurados.

## Críticas
El procurador general de Ucrania Vitali Yarema advirtió de que la ley de lustración adoptada por la Rada Suprema no cumplía ni con la Constitución ucraniana ni con el derecho internacional, y de que «su promulgación tendrá consecuencias negativas».
Volodímir Yavorski, del Grupo de Protección de los Derechos Humanos de Járkov calificó el proyecto de ley del 14 de agosto de 2014 de «irrazonable». Advirtió de que su implementación acarrearía «violaciones graves y sistemáticas de los derechos humanos» debido a que, entre otras razones, un número excesivo de personas quedaría sujeto a la lustración, lo además perjudicaría a las instituciones, obligadas a sustituir a plantillas enteras.
La Comisión de Venecia del Consejo de Europa dictaminó el 12 de diciembre de 2014 que la ley de lustración contenía algunos defectos graves, y pidió que se revisaran los criterios de lustración, que se pospusieran las decisiones administrativas en materia de lustración y que la información sobre las personas sujetas a lustración solo se hiciera pública tras una sentencia judicial firme.